# USS Hornet (CV-8)
USS Hornet var et amerikansk hangarskib af Yorktown-klassen under 2. verdenskrig. Skibet indgik i tjeneste i den amerikanske flåde fra den 20. oktober 1941. Fra starten gjorde hun tjeneste i Atlanterhavet med base i Norfolk. 
Senere blev hun overført til Stillehavet, da hun skulle være platform for de 16 B-25-bombere, der skulle gennemføre Doolittle-raidet. Senere var hun bl.a. med under slaget om Midway og slaget om Guadalcanal. 
Skibet blev sænket den 27. august 1942 efter et japansk angreb under Slaget ved Santa Cruz-øerne. 
I 1943 modtog Stillehavsflåden et nyt hangarskib med navnet Hornet (CV-12) af Essex-klassen.